# Гринуич (Коннектикут)
Гринуич (англ. Greenwich) — город в округе Фэрфилд в штате Коннектикут.
По данным переписи населения 2020 года, население города составляло 63 518 человек.
Гринвич был основан в 1640 году как часть колонии Нью-Хейвен. Это — одно из старейших поселений Коннектикута. Крупнейший город на Золотом побережье штата Коннектикут, Гринвич является домом для многих хедж-фондов и других фирм, предоставляющих финансовые услуги. Гринвич — самый южный и самый западный муниципалитет в штате Коннектикут, а также в регионе Новой Англии, состоящем из шести штатов. Город назван в честь Гринвича, королевского округа Лондона в Великобритании.